# Огарков, Николай Сергеевич
Никола́й Серге́евич Ога́рков (укр. Микола Сергійович Огарков; 18 февраля 2005, Доброполье) — украинский футболист, защитник донецкого «Шахтёра», выступающий на правах аренды за клуб «Александрия».

## Клубная карьера
В 2018 году Николай принял участие в проекте «Давай, играй!», после чего был приглашен в академию «Шахтёра». С 2018 по 2022 год он играл за юношеские команды клуба, став чемпионом в возрастной категории U-14. В сезоне 2022/23 выступал за команду U-19 в юношеском чемпионате Украины и дебютировал в Юношеской лиге УЕФА 14 сентября 2022 года в матче против шотландского «Селтика».
Впервые в заявку первой команды Огарков впервые попал 18 мая 2025 года, а дебютировал 24 мая 2025 года в матче Премьер-лиги Украины против львовского «Руха», выйдя на замену на 74-й минуте.

## Карьера в сборной
Николай представлял Украину на различных молодежных уровнях: U-17, U-19, U-20.
15 ноября 2024 года дебютировал за молодёжную сборную Украины в ничейном (1:1) выездном товарищеском матче против Португалии, выйдя на замену на 69-й минуте.

## Семья
Отец, Сергей Огарков, служил добровольцем в рядах Вооружённых силах Украины. Погиб под Бахмутом Донецкой области при выполнении боевого задания.